# Theretra lycetus
Theretra lycetus is een vlinder uit de familie van de pijlstaarten (Sphingidae). De wetenschappelijke naam van de soort werd in 1775 gepubliceerd door Pieter Cramer.

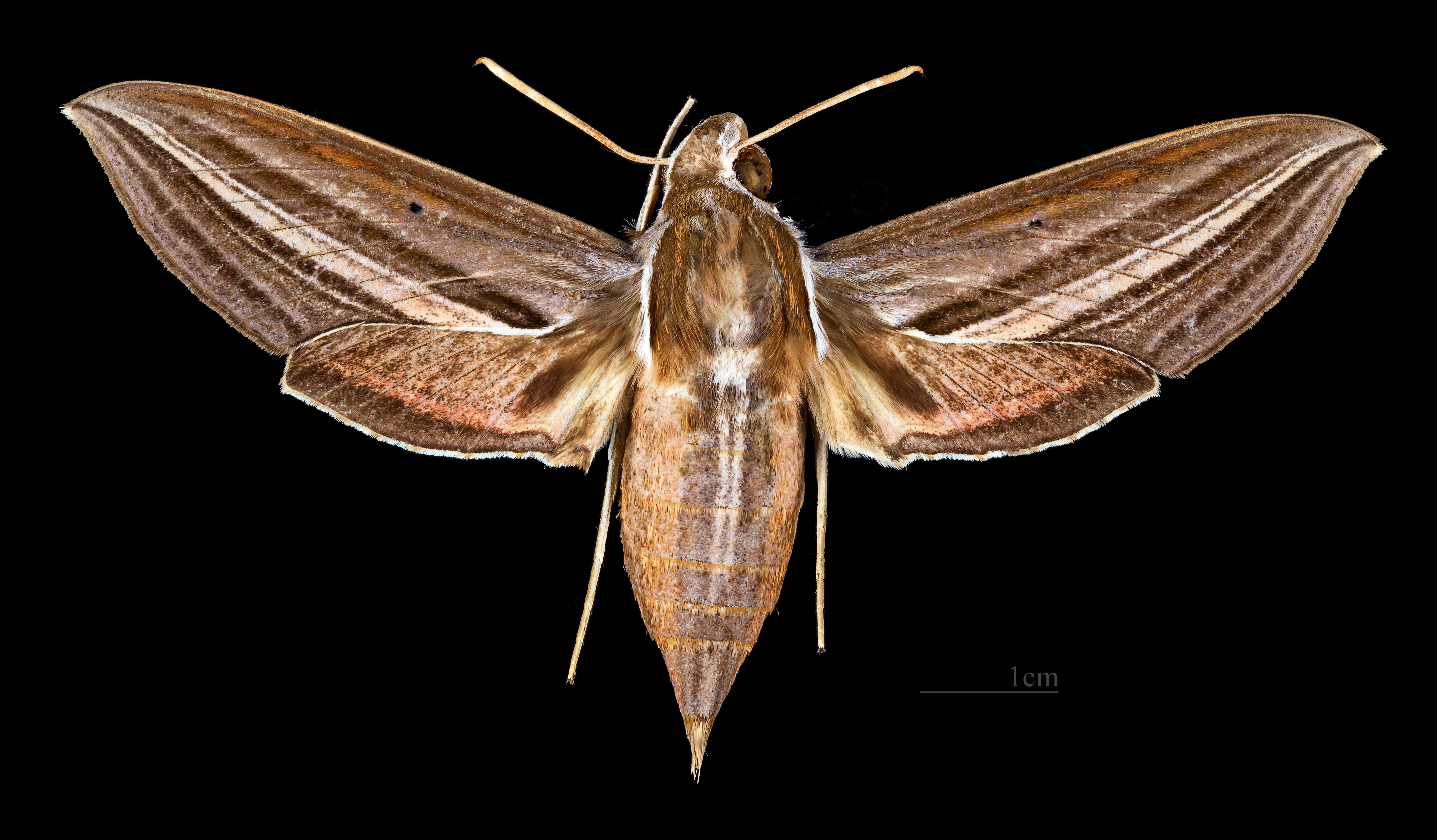
Theretra lycetus  ♀
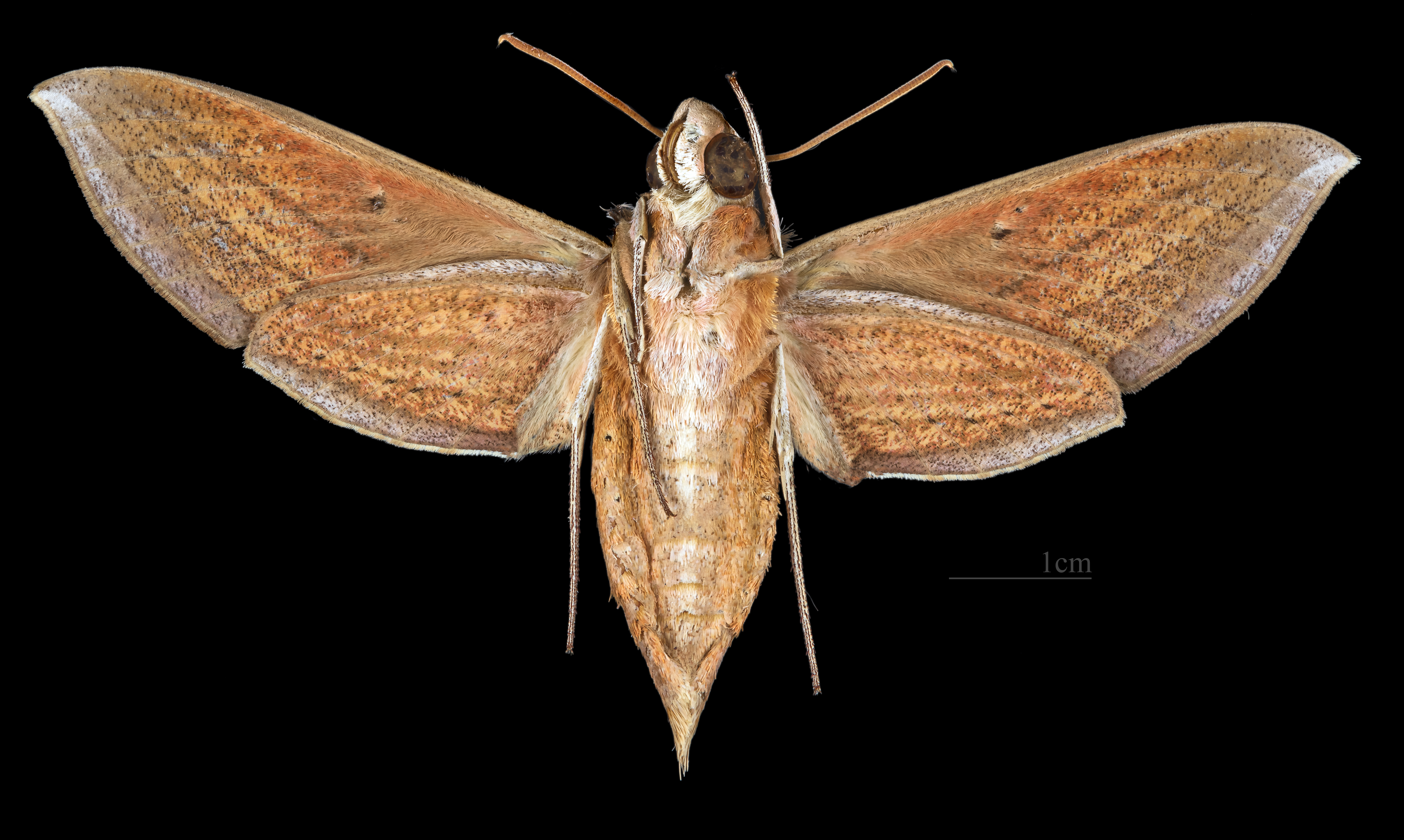
Theretra lycetus ♀ △